# أرتيم زابيلين
أرتيم زابيلين (بالروسية: Забелин, Артём Владимирович) مواليد 15 يناير 1988 في خاباروفسك، الاتحاد السوفيتي، هو لاعب كرة سلة روسي. بدأ مسيرته الاحترافية في سنة 2003. يلعب مع فريق نادي أفتودور ساراتوف لكرة السلة في دوري اتحاد في تي بي كلاعب وسط. يبلغ طوله 7 قدم 0.75 بوصة (2.2 م).

## المسيرة الاحترافية
لعب مع نادي أفتودور ساراتوف لكرة السلة من سنة 2003 إلى 2007، ثم لعب مع نادي سسكا موسكو لكرة السلة في الدوري الروسي من سنة 2007 إلى 2011، ثم لعب مع لوكوموتيف كوبان في موسم 2011–2012، ثم لعب مع نادي كراسني كريليا لكرة السلة من سنة 2013 إلى 2015، ثم لعب مع نادي أفتودور ساراتوف لكرة السلة في سنة 2015.

## روابط خارجية
- أرتيم زابيلين على موقع الاتحاد الدولي لكرة السلة (الإنجليزية)
- أرتيم زابيلين على موقع الدوري الأوروبي لكرة السلة (الإنجليزية)
- أرتيم زابيلين على موقع كرة السلة الأوروبية.كوم (الإنجليزية)
- أرتيم زابيلين على موقع ريلجم (الإنجليزية)
- أرتيم زابيلين على موقع بروبوليرز (الإنجليزية)
- أرتيم زابيلين على موقع سبورتس رفرنس (الإنجليزية)